# Зайончково (Новомейський повіт)
Зайончково (пол. Zajączkowo, нім. Seinskau) — село в Польщі, у гміні Ґродзічно Новомейського повіту Вармінсько-Мазурського воєводства.
Населення — 271 особа (2011).
У 1975-1998 роках село належало до Торунського воєводства.

## Демографія
Демографічна структура станом на 31 березня 2011 року:
|          | Загалом | Допрацездатний вік | Працездатний вік | Постпрацездатний вік |
| -------- | ------- | ------------------ | ---------------- | -------------------- |
| Чоловіки | 134     | 40                 | 88               | 6                    |
| Жінки    | 137     | 28                 | 88               | 21                   |
| Разом    | 271     | 68                 | 176              | 27                   |